# Anatolij Bezsmertny
Anatolij Petrowycz Bezsmertny, ukr. Анатолій Петрович Безсмертний, ros. Анатолий Петрович Бессмертный, Anatolij Pietrowicz Biessmiertny (ur. 21 stycznia 1969 w Kijowie) – ukraiński piłkarz, grający na pozycji obrońcy, a wcześniej pomocnika, trener piłkarski.

## Kariera piłkarska

### Kariera klubowa
Wychowanek SDJuSzOR Dynama Kijów. Występował w juniorskiej i młodzieżowej drużynie Dynama Kijów. Karierę piłkarską rozpoczął w Tawrii Symferopol. Potem występował w klubach Hałyczyna Drohobycz i Pryładyst Mukaczewo. W 1992 zadebiutował w podstawowej jedenastce Dynama. W 1994 przeszedł do Dinamo-Gazowika Tiumeń. Następnym klubem był Rostsielmasz Rostów nad Donem, w którym przez pewien czas pełnił funkcje kapitana drużyny. Pomógł Czernomorcowi Noworosyjsk w 2002 awansować do Rosyjskiej Premier Ligi. Potem bronił barw Dinama Stawropol. Ostatnim klubem w karierze piłkarza był Dnipro Czerkasy, w którym od stycznia 2007 do końca sezonu łączył również funkcje asystenta trenera. W tym że roku zakończył karierę piłkarską.

## Kariera trenerska
Jeszcze będąc piłkarzem Dnipra Czerkasy, od stycznia 2007 do końca sezonu łączył również funkcje asystenta trenera. 2 lipca 2008 zatrudniony na stanowisku głównego trenera tego klubu. Po zakończeniu sezonu 2008/09 klub został rozwiązany i trener pozostał bez pracy. 25 czerwca 2010 objął stanowisko głównego trenera FK Połtawa. 21 czerwca 2013 został zmieniony na tym stanowisku przez Ilję Blizniuka, ale pozostał pracować w FK Połtawa. W końcu lipca 2014 postanowił opuścić połtawski klub, ale na początku 2015 powrócił do sztabu szkoleniowego Ołeha Fedorczuka. Od 2 września 2015 pełnił obowiązki głównego trenera FK Połtawa, z którym pracował do 2016. 1 marca 2017 stał na czele PFK Sumy, z którym pracował do 22 czerwca 2017. 4 lipca 2017 ponownie został głównym trenerem FK Połtawa. 21 sierpnia 2018 objął posadę trenera Polissia Żytomierz. 4 lipca 2020 z inicjatywy klubu współpraca została przerwana.

## Sukcesy i odznaczenia

### Sukcesy klubowe
- mistrz Ukrainy: 1993, 1994
- wicemistrz Ukrainy: 1992
- zdobywca Pucharu Ukrainy: 1993

### Odznaczenia
- tytuł Mistrza Sportu ZSRR.